# Xbox Live Vision

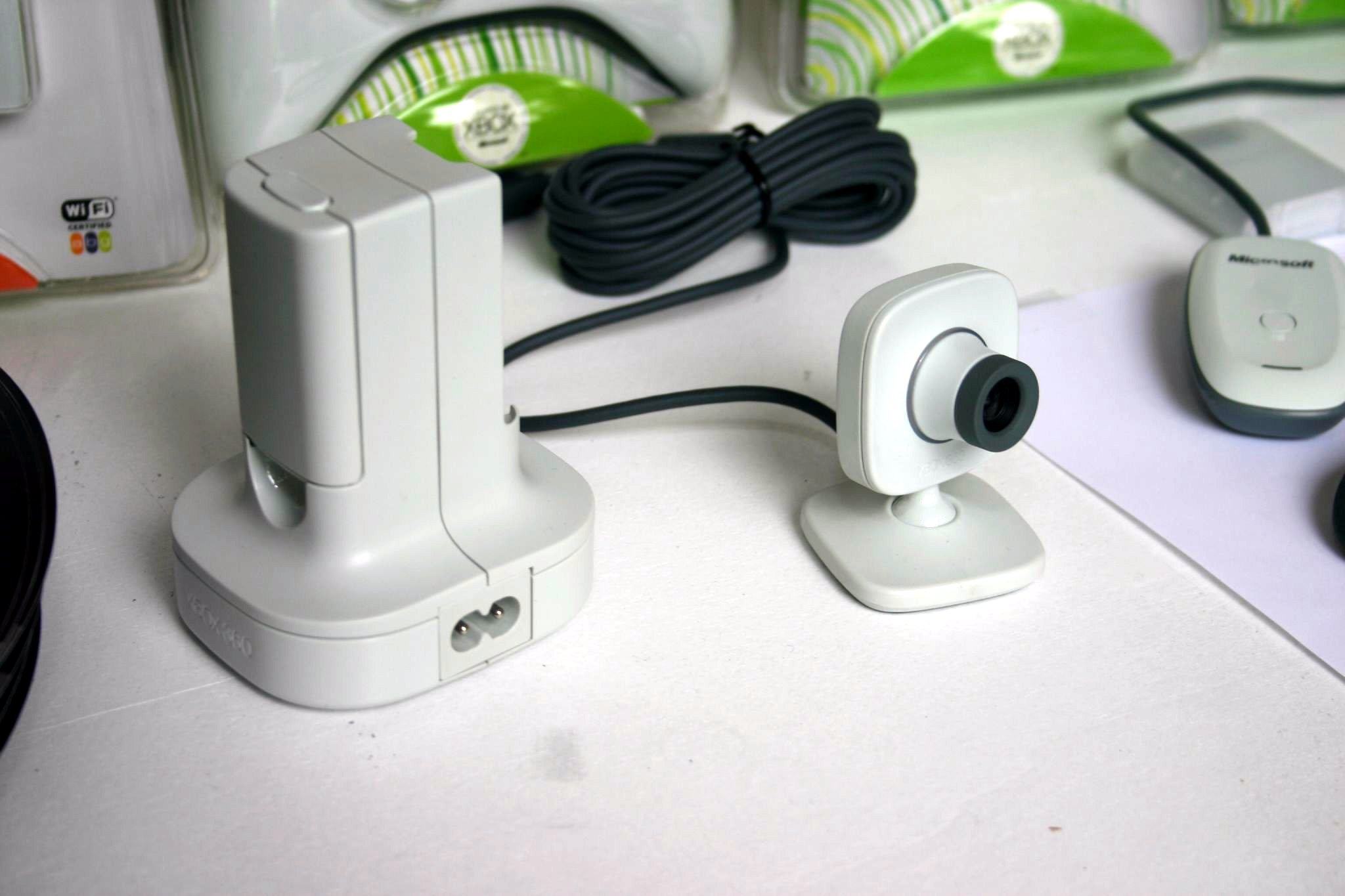
O Xbox Live Vision.

Xbox Live Vision é uma câmera utilizada no console Xbox 360 e no Xbox Live. A câmera pode ser usada para um video chat, personalização de imagens em jogos, e ainda para fotos. A câmera possui 640 × 480, em vídeo a 30 fps, também é capaz de tirar fotos com uma resolução de até 1.3 megapixels.
A câmera utiliza conexão USB 2.0, e pode também ser utilizada em PC e Mac OS X 10.4.9.
A Xbox Live Vision foi anunciada na E3 de 2006,lançada na América do Norte em 19 de setembro de 2006. Foi lançada na Europa e na Ásia em 6 de Outubro, e em 2 de Novembro no Japão.

## Compatibilidade com PC
A Xbox Live Vision é compatível com Windows XP Service Pack 2 utilizando conexão USB 2.0. Requer apenas um microfone para áudio quando utilizado em PCs. Drivers de instalação não são incluídos com a câmera, você deve autorizar o Windows a baixar os drivers, assim que a câmera seja conectada.

## Versões
Dois pacotes separados do Xbox Live Vision são disponíveis:
- Xbox 360 Live Vision Camera Standard Kit
  - Xbox Live Vision camera
  - 1 mês Xbox Live Gold membership
  - Wired
  - 2 Xbox Live Arcade downloads UNO e TotemBall

- Xbox 360 Live Vision Camera Gold Kit:
  - Xbox Live Vision camera
  - 12 meses Xbox Live Gold membership
  - Wired Xbox 360 Headset
  - 200 Microsoft Points
  - 3 Xbox Live Arcade downloads UNO, TotemBall e Robotron: 2084

## Jogos compatíveis
Vídeos em jogos
- Bankshot Billiards 2
- Burnout 5
- Carcassonne
- Command & Conquer 3: Tiberium Wars
- Hardwood Backgammon
- Hardwood Hearts
- Hardwood Spades
- Pinball FX
- UNO

Funcionalidade com controle
- Pinball FX
- TotemBall
- Rayman Raving Rabbids

Suporte ao Face Mapping
- Tom Clancy's Rainbow Six Vegas
- World Series of Poker: Tournament of Champions
- Football Manager 2007
- Pro Evolution Soccer